# Phlox linearifolia
Phlox linearifolia là một loài thực vật có hoa trong họ Polemoniaceae. Loài này được (Hook.) A. Gray miêu tả khoa học đầu tiên năm 1870.